# 大谷地
大谷地（おおやち）は、北海道札幌市厚別区にある地名。かつては、現在の厚別区から白石区に跨る広い範囲の地名であった。

## 概要
厚別区の西端に位置する。現在の町名は大谷地東と大谷地西に分かれる。郵便番号は004-0041（大谷地東1～7丁目）・004-0042（大谷地西1～6丁目）。　　
現在は大型高層マンションが林立する地域であるが、1982年（昭和57年）に札幌市営地下鉄東西線大谷地駅が開業するまでは、周辺は殆ど開発されておらず広大な土地が残っていた。

### 住所
| 町丁                 | 郵便番号 |
| -------------------- | -------- |
| 大谷地東1丁目～7丁目 | 004-0041 |
| 大谷地西1丁目～6丁目 | 004-0042 |

### 隣接地区
- 西：白石区白石本通21丁目・南郷通21丁目・栄通21丁目（厚別川を境界とする）
- 東：厚別区厚別中央・厚別南
- 南：清田区北野・平岡・上野幌
- 北：白石区流通センター、厚別区厚別中央

## 歴史
- 地名はかつてこの地域が湿地帯（谷地）だったことに由来する[3]。
- 地域の開拓が行われたのは明治18年に2戸が入植したことに始まる。

- かつては、北側の白石区川下・北郷の一部、流通センター、西側の栄通、南郷通、本通、平和通の南東部、さらに南側の上野幌や平岡 (札幌市)の一部も大谷地に含まれていた。1967年（昭和42年）から1989年（平成元年）にかけて、現在の町名に分割された[4]。1893年（明治26年）に開校した札幌市立大谷地小学校は白石区本通18丁目にある。
- かつては地区内を縦貫して国鉄千歳線が走っており、大谷地駅が設置されていたが、駅の所在地は現在の白石区栄通19丁目付近であった。

## 交通
- 札幌市営地下鉄東西線大谷地駅
- 大谷地バスターミナル

### 道路
- 道央自動車道が地区内を縦貫する。地区内にはインターチェンジは存在しないが、北側に大谷地インターチェンジ、南側に札幌南インターチェンジが近接している。
- 国道274号（札幌新道）
- 国道12号
- 北海道道3号札幌夕張線（南郷通）
- 東北通

## 施設
- CAPO大谷地(旧大谷地サティ)
- 北星学園大学
- 札幌市交通局
- 札幌市営地下鉄東車両基地
- ゲオ大谷地店
- セカンドストリート大谷地店